# Sarcophaga bellae
Sarcophaga bellae is een vliegensoort uit de familie van de dambordvliegen (Sarcophagidae). De wetenschappelijke naam van de soort is voor het eerst geldig gepubliceerd in 2000 door Lehrer.